# Casimiro Radice

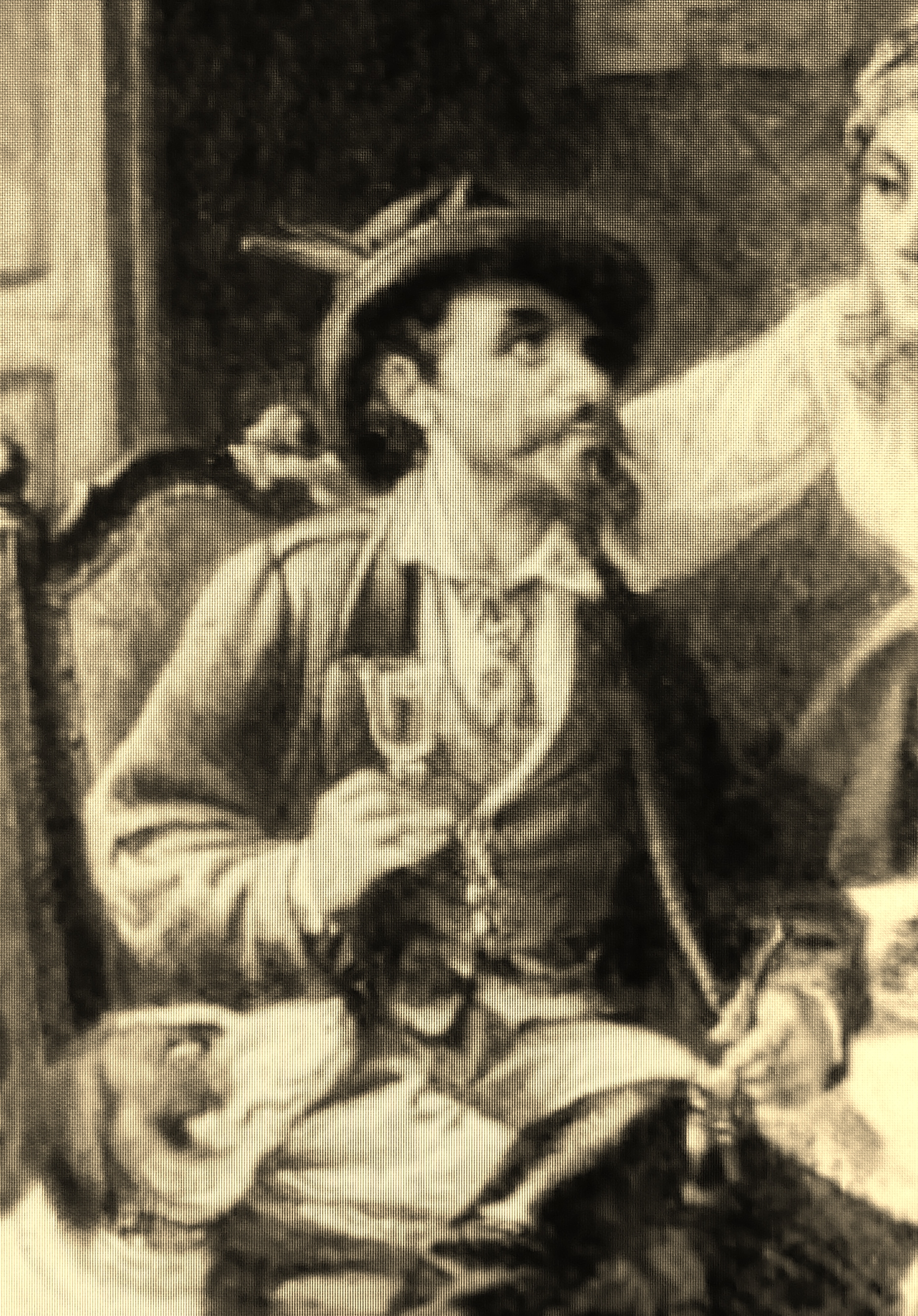
Autoritratto (part. de Il ritorno del cacciatore).

Casimiro Radice (Milano, 15 dicembre 1834 – Malgrate, 1908) è stato un pittore italiano. Visse modestamente gestendo un piccola locanda nel comune di Galbiate, e morì povero. Fu un pittore autodidatta, ciononostante riuscì a dipingere interessanti e graziose opere di soggetto sacro e di genere, sia ad affresco che ad olio.

## Biografia
Nel 1871 porta alla Esposizione di Opere di Belle Arti che si tiene presso il Palazzo Nazionale di Brera Un episodio del 24 dicembre: scena rustica. Poi nel 1881 all'Esposizione di Milano presenta con buon successo La visita alla nutrice, ammirato dal pubblico, e sempre a Milano nel 1883 espone Supplizio di Tantalo e Cestello di fiori, molto ben fatti. E l'anno seguente, nel 1884, all'Esposizione Nazionale di Torino invia anche Fior di primavera; Non ti scordar di me.
Lavorò principalmente per la committenza civile e religiosa dei piccoli centri vicini al Lago di Lecco, luoghi da cui mai si allontanò, e dai quali trasse ispirazione per realizzare le sue opere con scene agresti, interni rustici e paesaggi di campagna.

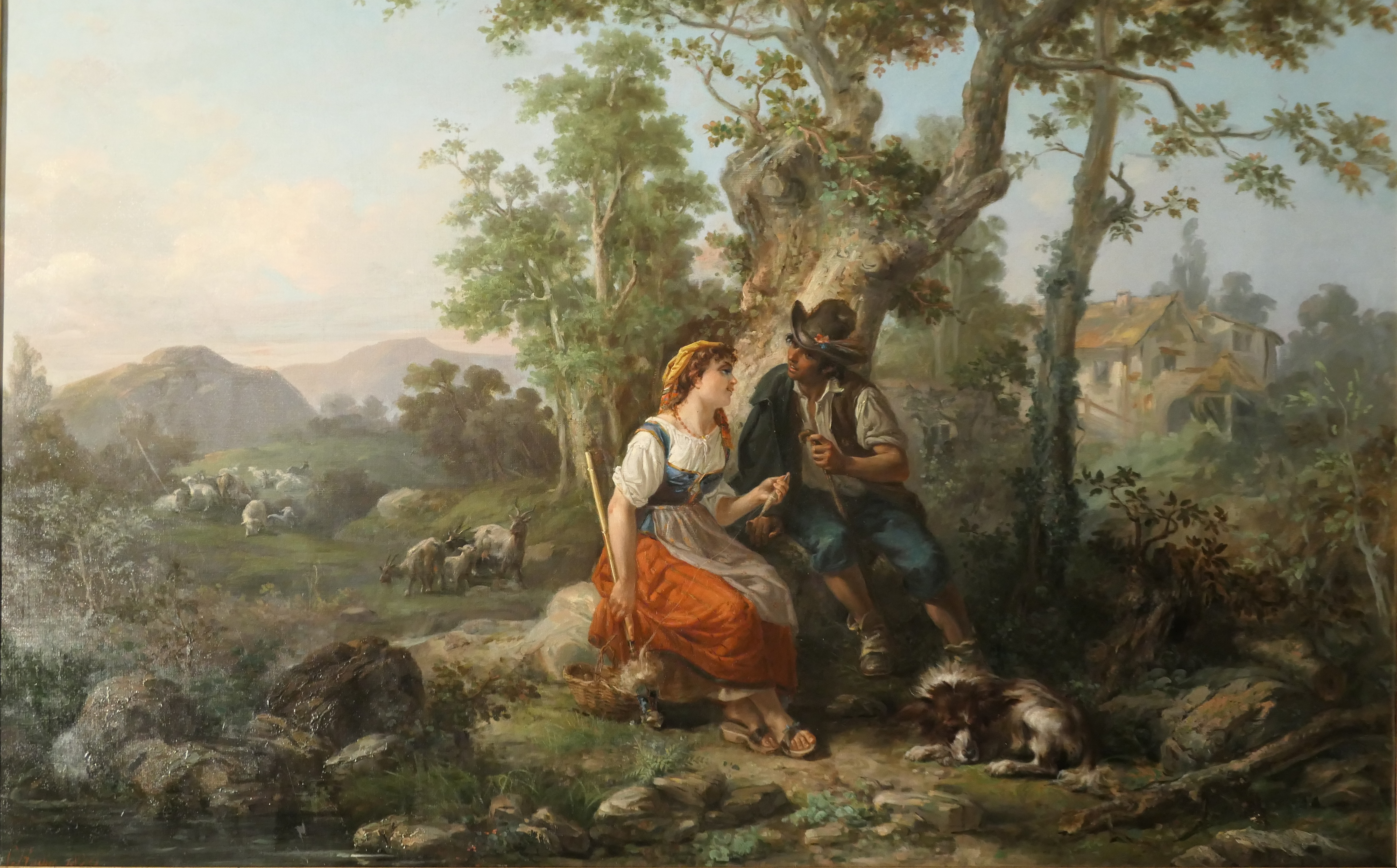
Il corteggiamento.

Dipinse il Ritratto del primo Sindaco di Galbiate ancor oggi conservato nel locale Municipio, e antecedentemente al 1860 realizza Il ritorno del cacciatore, che ora è esposto alla Galleria Comunale d'Arte di Lecco, in cui esegue il proprio autoritratto rappresentando il protagonista del quadro. Nel 1870 dipinge Il corteggiamento, un olio su tela di ragguardevole dimensione, attualmente in una collezione privata a Piacenza. Nel 1875 realizza Interno della Cascina Costa dove ebbe il primo nutrimento Alessandro Manzoni (rappresentazione dell'interno della cascina dove fu svezzato il celebre scrittore). E poi ancora nel 1878 La festa campestre di San Michele presso Galbiate - versante di Lecco, affollatissima di personaggi, nel 1879 La Villa di San Bernardino a Galbiate dopo un temporale, nel 1880 Ritorno dalla filanda.

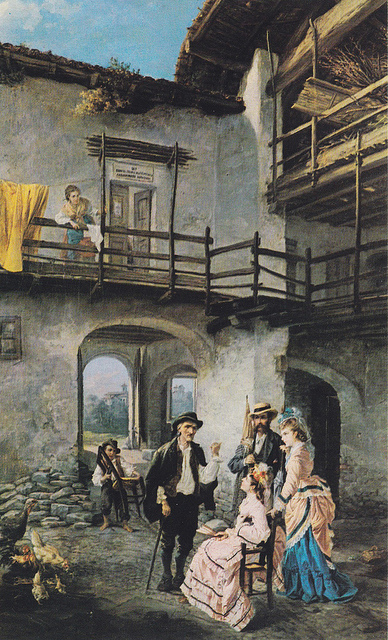
Interno della Cascina Costa

Negli anni 1891-92 si dedicò alla decorazione della Chiesa di Santa Agnese in Olginate, in provincia di Lecco (chiesa risalente alla metà del Cinquecento ma il cui interno era stato profondamente rimaneggiato nel 1840 e per la quale lo stesso Casimiro Radice aveva già dipinto nel 1871 la Pala dell'altare con il Martirio di Santa Agnese), e affresca i riquadri del presbiterio e i medaglioni dello stesso presbiterio e della volta (con le rappresentazioni de I Misteri del Rosario e I Sette Dolori), nonché le otto vele sopra le finestre della navata.
Altre sue opere murali decorano altri edifici sacri di questa zona. Ad esempio nella canonica di Chiuso (Lecco), oggi diventata Museo e nelle cui stanze si sarebbe svolto l'incontro fra il Cardinal Borromeo e l'Innominato, come veniva narrato nella prima redazione del romanzo I Promessi Sposi (che si intitolava Fermo e Lucia), vi è un affresco del 1871 che raffigura appunto l'abbraccio fra questi due personaggi.
Nella Basilica di San Nicolò a Lecco vi sono affrescati nella navata centrale dieci riquadri con episodi evangelici, fra cui La consegna delle chiavi a Pietro.
A Molteno nel 1848 realizza gli affreschi della volta del presbiterio della Chiesa di San Giorgio.
A Vercurago nella Chiesa dei Santi Gervasio e Protasio vi è una sua Madonna del 1861, posta in una cappella a lato della prima campata.
A Guanzate nel 1875 esegue una parte delle ricche decorazioni interne della Chiesa di Santa Maria Assunta.
Anche la piccola chiesetta della Madonna del Carmine al Pescallo, vicino a Consonno, edificata nel 1887 sui ruderi di un ossario dei morti di peste del Seicento, custodisce una grande ancóna dipinta da Cesare Radice nel 1896 che rappresenta la Madonna col Bambino e il Beato Giobbe e San Rocco. Ed è suo anche l'affresco L'Addolorata, del 1890, ormai molto deteriorato, sulla facciata esterna del Santuario della Rocca di Airuno.
Vi era anche un suo affresco Madonna col Bambino in una cappelletta posta sul ponte Aiazzone Visconti a Lecco, che venne distaccato prima che questa venisse abbattuta per motivi di viabilità, affresco che ora è conservato a Villa Manzoni a Lecco, dove hanno sede i Musei Civici della città.
Oltre a queste elencate, anche in altre chiese e oratori è possibile trovare altre opere di Casimiro Radice, che molto lavorò per la committenza religiosa di questa zona. A lui o a suoi emuli sono anche attribuiti numerosi dipinti ex-voto presenti in luoghi di culto dell'Alta Brianza, in particolare nel Santuario di San Martino, presso Valmadrera, dove si venera la miracolosa Madonna del latte.
Resta la domanda sul perché a un buon talento pittorico e a una tutto sommato vasta produzione non sia corrisposta almeno un poco di agiatezza economica. Probabilmente ha contato il non aver voluto lasciare le sue valli, nemmeno per tornare nella natia Milano che pure aveva accolto con giudizi favorevoli l'esposizione dei suoi dipinti; e il suo stile tradizionale e le committenze non certo lucrose della piccola provincia gli hanno fornito soltanto, e a stento, di che vivere.